# Santana (zespół muzyczny)

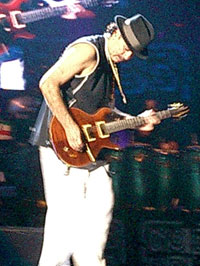
Carlos Santana 2003

Santana – grupa muzyczna założona w 1967, której liderem i jedynym stałym członkiem jest Carlos Santana.

## Historia zespołu

### Formowanie grupy
Grupa powstała w 1967 w San Francisco jako Carlos Santana Blues Band. W jej początkowym składzie grali: Carlos Santana (gitara prowadząca), Marcus Malone (instrumenty perkusyjne), Rod Harper (perkusja), David Brown (gitara basowa) i Greg Rollie (wokal prowadzący, organy Hammonda). Pierwszy publiczny występ zespołu miał miejsce późnym latem 1967 r. Występ grupy nie przypadł do gustu promotorowi, który po występie zaproponował Carlosowi, aby zajął się zmywaniem naczyń w restauracji dla kierowców Tick Tock’s Drive.

### Przełom
Dwa lata po nieudanym debiucie w maju 1969 zespół Santana zaczął nagrywać swój debiutancki album Santana, który ukazał się w sierpniu. W USA album dotarł na 4. miejsce Billboard 200, zaś w Anglii dotarł jedynie na 26. miejsce. W sierpniu grupa zagrała na festiwalu w Woodstock. We wrześniu ukazał się pierwszy singel zespołu pochodzący z albumu Santana, Evil Ways. Autorem piosenki z singla był w rzeczywistości Clarence Henry.

### AbraxasiSantana III
W kwietniu 1970 zespół przystąpił do pracy nad swoim drugim albumem Abraxas. Sesje nagraniowe zakończyły się na początku maja. Album ukazał się we wrześniu. Na albumie znalazł się cover Petera Greena z Fleetwood Mac, Black Magic Woman. Piosenka ta znalazła się na drugim singlu zespołu również we wrześniu i dotarła do 4 miejsca Billboard Hot 100 oraz do pierwszego miejsca Billboard 200.
Od stycznia do lipca 1971 trwały sesje nagraniowe do albumu Santana III, który ukazał się we wrześniu. Tym razem album od razu odniósł sukces, dochodząc do pierwszego miejsca Billboardu.

### Caravanserai
Przed nagraniem czwartego albumu Caravanserai nastąpiły zmiany w składzie. Po odejściu w 1971 Davida Browna na basie zastąpili go Doug Rauch i Tom Rutley. Na instrumentach perkusyjnych Michaela Carabello zastąpił Armando Peraza. W niektórych utworach Grega Rollie na basie i keyboardach zastąpił Tom Coster. Żadna z piosenek z albumu Caravanserai nie stała się przebojem, ale i bez singla album dotarł do 8. miejsca brytyjskiej listy przebojów.

### Eksperymenty i konsolidacje
13 miesięcy po ukazaniu się albumu Caravanserai zespół wydał kolejny album Welcome. Tym razem album zdobył złoty certyfikat, dochodząc do 25. miejsca na liście Billboardu.
Kolejny album Santany Amigos ukazał się w 1975. I ta płyta odniosła sukces, wchodząc do Top 10 we Francji, Australii, Nowej Zelandii, Austrii i Holandii.
Kolejny album Moonflower ukazał się w 1977. Fani Santany odnaleźli na nim zmianę stylu zespołu; piosenki miały cięższe brzmienie, które odbiegało od pierwotnego konwencjonalnego brzmienia na wcześniejszych płytach zespołu. Mimo zmiany brzmienia eksperymentalne brzmienie zespołu z poprzednich albumów zostało zachowane.
Dalsze pozycje w dyskografii zespołu Inner Secrets (1978) i Marathon (1979) prezentowały dalsze stylistyczne zmiany zespołu. Tutaj zespół opuścił rock łaciński, by pójść w kierunku konwencjonalnego rocka. Oba albumy w USA – pomimo słabej sprzedaży – osiągnęły status Złotej Płyty.

### 1980 – 1997: spadek popularności zespołu i przerwa
W 1981 ukazał się album Zebop!, który dotarł do Top 20 w kilku krajach. Wzorem swoich poprzedników zawierał rock konwencjonalny. Również następny album Shangó wydany w 1982 otrzymał status Złotej Płyty.
Po wydaniu Shangó zespół na trzy lata zawiesił działalność. Wydany w 1985 album Beyond Appearances nie uzyskał statusu Złotej Płyty. Z powodu złej sprzedaży tego albumu zespół na siedem lat zawiesił działalność.

### 1998 – 2001: Najlepiej sprzedające się albumy, nagrody Grammy i wejście do Rock and Roll Hall of Fame
W 1998 zespół został wprowadzony do Rock and Roll Hall of Fame. Oznaczało to powrót na scenę Carlosa Santany i jego zespołu. Wydany w 1999 album Supernatural dotarł do 19. miejsca Billboard 200 i spędził 18 tygodni w US Charts. Pochodzący z tego albumu pierwszy singel „Smooth” stał się najlepiej sprzedającym singlem Santany, a 30 października album Supernatural wszedł na pierwsze miejsce zestawień, pozostając tam przez 12 tygodni. Drugi singel „Maria Maria” również trafił na pierwsze miejsce Hot 100. Ostatecznie album zdobył platynę, uzyskując sprzedaż 30 milionów egzemplarzy na całym świecie. „Supernatural” był pierwszym albumem Santany z numerem
1 od czasu albumu Santana w 1971.
Muzycznie album prawdopodobnie najsilniej prezentował zmiany stylu zespołu. Poprzedni album Milagro zawierał silne wpływy hard rocka, jak również tradycyjne wpływy rocka łacińskiego. Jednak Supernatural z jednoczesnym zachowaniem wpływu rocka i bluesa łacińskiego zawierał wysokie wpływy z wielu popularnych gatunków, zwłaszcza rocka alternatywnego, a także pop-rock i rhytm’n’bluesa.
Do nagrania albumu Supernatural zostało zaproszonych bardzo wielu gości: Everlast, Eric Clapton, Eagle-Eye-Cherry, Lauryn Hill, Dave Matthews i Cee-Lo.

### 2002 – 2012: Radzenie sobie z nowo odkrytym sukcesem
Trzy lata po wydaniu Supernatural ukazał się kolejny album Santany Shaman. Pierwotnie zadebiutował na pierwszym miejscu Billboardu, ale szybko z niego spadł. Uzyskał status dwukrotnej platyny w USA i jednokrotnej platyny w kilku innych krajach, w tym w Australii. Pierwszy singel z albumu The Game of Love z Michelle Brand na wokalu dotarł do 5. miejsca na Hot 100. Kolejne cztery single nie weszły na listę; dopiero singel Why You, Don’t I z wokalem Alex Band wszedł na 8. miejsce. Muzycznie album Shaman był powrotem do konwencjonalnego rocka z dźwiękami muzyki Ameryki Łacińskiej. Uzyskał złoto w USA.
W 2005 ukazał się album All That I Am. Tym razem powodzeniem cieszył się tylko w Anglii, docierając do 2. miejsca; na świecie nie zdobył uznania. Kolejny album, Guitar Heaven ukazał się w 2010. Muzycznie była to drastyczna zmiana w zespole;
album zawierał dużo cięższe brzmienie z wpływami heavy metalu. Tym razem w Anglii Guitar Heaven odniósł mniejszy sukces niż All That I Am, docierając do 5. miejsca Billboardu.
W 2012 ukazał się album Shape Shifter, który był powrotem do rocka łacińskiego. Żadna piosenka z tego albumu nie ukazała się na singlu. Album dotarł do 16. pozycji na liście Billboardu.

### 2013 – 2019
W 2013 Carlos Santana zapowiedział reaktywację zespołu. W 2014 ukazał się kolejny studyjny album zatytułowany Corazón. W 2014 ukazało się w formacie CD, DVD i Blu-ray wydawnictwo Corazón – Live from Mexico: Live It To Believe It. Pomiędzy 2014 i 2015 zespół nagrał kolejną płytę Santana IV. Na singlu wyszła piosenka „Anywhere You Want To Go”.
W styczniu 2019 ukazała się EP-ka In Search of Mona Lisa, zawierająca pięć nowych utworów. 23 kwietnia na singlu ukazała się piosenka Breaking Down the Door. 6 lipca swoją premierę miał najnowszy album zespołu pt. Africa Speaks. 4 września ukazało się w formacie DVD i Blu-ray wydawnictwo Santana – Live at US Festival, zawierające zapis koncertu zespołu na US Festival w San Bernardino w 1982 r.

### Lata 20. XXI wieku
18 sierpnia 2021 ukazał się nowy singel Santany „Move” z nadchodzącego albumu Blessing and the Miracles. Album ukazał się 15 października 2021. 28 marca 2025 miał premierę kolejny album studyjny "Sentient" .

## Muzycy
Obecny skład zespołu
- Carlos Santana – gitara, śpiew, instrumenty perkusyjne (od 1966)
- Benny Rietveld – gitara basowa (1990–1992, od 1997)
- Karl Perazzo – instrumenty perkusyjne (od 1991)
- Tony Lindsay – śpiew (1991, 1995–2003, od 2012)
- Andy Vargas – śpiew (od 2000)
- Bill Ortiz – trąbka (od 2000)
- Jeff Cressman – puzon (od 2000)
- Tommy Anthony – gitara, śpiew (od 2005)
- David K. Mathews – instrumenty klawiszowe (od 2011)
- Paoli Mejías – instrumenty perkusyjne (od 2013)
- José „Pepe” Jimenez – perkusja (od 2014)

Byli członkowie zespołu
- Tom Fraser – gitara (1966–67)
- Gus Rodriguez – gitara basowa (1966–1967)
- Rod Harper – perkusja (1966–1967)
- Michael Carabello – instrumenty perkusyjne (1968–1971)
- Michael Shrieve – perkusja (1968–1974)
- David Brown (zmarły) – gitara basowa (1967–1971, 1974–1976)
- Bob Livingston – perkusja (1967–1969)
- José „Chepito” Areas – instrumenty perkusyjne (1969–1971, 1972–1973, 1974–1975, 1976–1977, 1988-1989)
- Francisco Aguabella – instrumenty perkusyjne (1969–1971)
- Tom Rutley – gitara basowa (1971–1972)
- Buddy Miles (zmarły) – perkusja, instrumenty perkusyjne (1971, 1972), śpiew, gitara (1986, 1987)
- Pete Escovedo – instrumenty perkusyjne (1971, 1977–1979)
- Coke Escovedo (zmarły) – instrumenty perkusyjne (1971–1972)
- Rico Reyes – instrumenty perkusyjne (1971, 1972)
- Victor Pantoja – instrumenty perkusyjne (1971)
- Tom Coster – instrumenty klawiszowe (1972–1978, 1983–1984)
- Armando Peraza (zmarły) – instrumenty perkusyjne (1972–1976, 1977–1990)
- Richard Kermode – instrumenty klawiszowe (1972–1973)
- Doug Rauch (zmarły) – gitara basowa (1972–1973)
- James „Mingo” Lewis – instrumenty perkusyjne (1972)
- Leon Thomas (zmarły) – śpiew (1973)
- Leon „Ndugu” Chancler – perkusja (1974–1976, 1988)
- Leon Patillo – śpiew (1974–1975, 1976)
- Jules Broussard – ssaksofon (1974–1975)
- Greg Walker – śpiew (1975–1976, 1976–1979, 1983–1985)
- Raul Rekow – instrumenty perkusyjne (1976–2013)
- Gaylord Birch (zmarły) – perkusja (1976, 1991)
- Graham Lear – perkusja (1976–1983, 1985–1987)
- Luther Rabb – śpiew (1976)
- Joel Badie – śpiew (1976)
- Byron Miller – gitara basowa (1976)
- Pablo Telez – gitara basowa (1976–1977)
- David Margen – gitara basowa (1977–1982)
- Chris Solberg – gitara (1978–1980)
- Chris Rhyne – instrumenty klawiszowe (1978–1979)
- Russell Tubbs – flet (1978)
- Alex Ligertwood – śpiew (1979–1983, 1984–1985, 1987, 1989–1991, 1992–1994)
- Alan Pasqua – instrumenty klawiszowe (1979–1980)
- Orestes Vilató – instrumenty perkusyjne (1980–1987)
- Richard Baker – instrumenty klawiszowe (1980–1982)
- Chester D. Thompson – instrumenty klawiszowe (1983–2009)
- Keith Jones – gitara basowa (1983–84, 1989)
- David Sancious – instrumenty klawiszowe (1984)
- Chester C. Thompson – perkusja (1984)
- Alphonso Johnson – gitara basowa (1985–1989, 1992)
- Sterling Crew – instrumenty klawiszowe (1986)
- Walfredo Reyes Jr. – perkusja (1989–1991, 1992–1993)
- Billy Johnson – perkusja (1991, 1994, 2000–2001)
- Myron Dove – gitara, gitara basowa (1992–1996, 2003–05)
- Vorriece Cooper – śpiew (1992–1993)
- Oran Coltrane – saksofon (1992)
- Rodney Holmes – perkusja (1993–1994, 1997–2000)
- Tommie Bradford – perkusja (1994)
- Curtis Salgado – śpiew, harmonijka (1995)
- Horacio „El Negro” Hernandez – perkusja (1997)
- Ricky Wellman – perkusja (1997)
- Dennis Chambers – perkusja (2002–2013)
- Freddie Ravel – instrumenty klawiszowe (2009–2010)

## Dyskografia

### Albumy studyjne
| Santana                      | - Data: sierpień 1969 - Wydawca: Columbia Records        | 4   | 14 | –  | 5  | 5  | –  | 19 | –  | –  | 26 | - USA: 2x platynowa płyta                                                 |
| Abraxas                      | - Data: wrzesień 1970 - Wydawca: Columbia Records        | 1   | 1  | –  | 7  | 7  | –  | 3  | –  | –  | 7  | - USA: 5x platynowa płyta - CAN: 3x platynowa płyta                       |
| Santana III                  | - Data: wrzesień 1971 - Wydawca: Columbia Records        | 1   | 4  | –  | –  | 3  | –  | 3  | –  | –  | 6  | - USA: 2x platynowa płyta                                                 |
| Caravanserai                 | - Data: 11 października 1972 - Wydawca: Columbia Records | 8   | 16 | –  | –  | 3  | –  | 10 | –  | –  | 6  | - USA: platynowa płyta - CAN: złota płyta                                 |
| Welcome                      | - Data: 9 listopada 1973 - Wydawca: Columbia Records     | 25  | 19 | 9  | –  | –  | –  | –  | –  | –  | 8  | - USA: złota płyta - CAN: złota płyta                                     |
| Borboletta                   | - Data: październik 1974 - Wydawca: Columbia Records     | 20  | 38 | 9  | –  | –  | 13 | –  | –  | –  | 18 | - USA: złota płyta                                                        |
| Amigos                       | - Data: 26 marca 1976 - Wydawca: Columbia Records        | 10  | 9  | 9  | 5  | 2  | 8  | 13 | 29 | –  | 21 | - USA: złota płyta - CAN: złota płyta                                     |
| Festival                     | - Data: styczeń 1977 - Wydawca: Columbia Records         | 27  | 25 | 9  | –  | 11 | 37 | –  | 37 | –  | 27 | - USA: złota płyta                                                        |
| Moonflower                   | - Data: październik 1977 - Wydawca: Columbia Records     | 10  | 7  | 10 | 6  | 2  | 12 | 16 | 22 | 57 | 7  | - USA: 2x platynowa płyta - CAN: złota płyta                              |
| Inner Secrets                | - Data: październik 1978 - Wydawca: Columbia Records     | 27  | 5  | 19 | 3  | 7  | 20 | 17 | 14 | –  | 1  | - USA: złota płyta - CAN: złota płyta                                     |
| Marathon                     | - Data: wrzesień 1979 - Wydawca: Columbia Records        | 25  | 9  | –  | 5  | 21 | 14 | 14 | 15 | –  | 28 | - USA: złota płyta                                                        |
| Zebop!                       | - Data: kwiecień 1981 - Wydawca: Columbia Records        | 9   | 14 | 12 | 2  | 20 | 23 | 3  | 9  | –  | 33 | - USA: platynowa płyta                                                    |
| Shangó                       | - Data: sierpień 1982 - Wydawca: Columbia Records        | 22  | 33 | 9  | –  | 26 | 13 | 3  | 12 | –  | 35 | - USA: złota płyta                                                        |
| Beyond Appearances           | - Data: luty 1985 - Wydawca: Columbia Records            | 50  | 57 | 24 | –  | 44 | –  | 11 | 20 | 9  | 58 |                                                                           |
| Freedom                      | - Data: luty 1987 - Wydawca: Columbia Records            | 95  | 83 | 16 | –  | –  | –  | 16 | 22 | 8  | –  |                                                                           |
| Spirits Dancing in the Flesh | - Data: czerwiec 1990 - Wydawca: Columbia Records        | 85  | –  | 28 | –  | 66 | –  | –  | –  | 19 | 68 |                                                                           |
| Milagro                      | - Data: 5 maja 1992 - Wydawca: Polydor Records           | 102 | –  | 31 | 41 | 51 | –  | –  | –  | 11 | –  |                                                                           |
| Supernatural                 | - Data: 15 czerwca 1999 - Wydawca: Arista Records        | 1   | 1  | 1  | 1  | 1  | 1  | 1  | 1  | 1  | 1  | - USA: 15x platynowa płyta - CAN: diamentowa płyta - POL: platynowa płyta |
| Shaman                       | - Data: 22 października 2002 - Wydawca: Arista Records   | 1   | 11 | 4  | 2  | 3  | 8  | 6  | 15 | 1  | 15 | - USA: 2x platynowa płyta - POL: platynowa płyta                          |
| All That I Am                | - Data: 1 listopada 2005 - Wydawca: Arista Records       | 2   | 36 | 6  | 19 | 20 | 12 | 18 | 29 | 5  | 36 | - USA: złota płyta                                                        |
| Guitar Heaven                | - Data: 21 września 2010 - Wydawca: Arista Records       | 5   | 5  | 5  | 9  | 24 | 2  | 9  | 17 | 5  | 15 | - POL: platynowa płyta                                                    |
| Shape Shifter                | - Data: 14 maja 2012 - Wydawca: Starfaith Records        | 16  | 55 | 29 | 71 | 63 | –  | –  | –  | 8  | 49 |                                                                           |
| Corazón                      | - Data: 6 maja 2014 - Wydawca: RCA Records               | 9   | 67 | 5  | 96 | 36 | –  | –  | –  | 14 | 58 | - USA: 2x platynowa płyta                                                 |
| Santana IV                   | - Data: 15 kwietnia 2016 - Wydawca: Santana IV Records   | 5   | 11 | 11 | 29 | 7  | 8  | 24 | 29 | 7  | 4  |                                                                           |
| Africa Speaks                | - Data: 6 lipca 2019 - Wydawca: Santana IV Records       |     |    |    |    |    |    |    |    |    |    |                                                                           |
| Blessings and Miracles       | - Data: 15 października 2021 - Wydawca: BMG              |     |    |    |    |    |    |    |    |    |    |                                                                           |
| Sentient                     | - Data: 28 marca 2025 - Wydawca: BMG                     |     |    |    |    |    |    |    |    |    |    |                                                                           |
| „–” album nie był notowany.  |                                                          |     |    |    |    |    |    |    |    |    |    |                                                                           |

### Kompilacje
| Santana’s Greatest Hits                     | - Data: lipiec 1974 - Wydawca: Columbia Records          | 17  | 50 | 4  | –  | 19 | –  | – | –  | –  | 14 | - USA: 7x platynowa płyta             |
| 25 Hits                                     | - Data: 1978 - Wydawca: Columbia Records                 | –   | –  | –  | –  | 7  | –  | – | –  | –  | –  |                                       |
| Viva! Santana – The Very Best               | - Data: 1986 - Wydawca: K-Tel Records                    | –   | –  | –  | –  | –  | –  | – | –  | –  | 50 |                                       |
| The Very Best of Santana                    | - Data: 1986 - Wydawca: Arcade Records                   | –   | –  | –  | –  | 59 | –  | – | –  | –  | –  |                                       |
| Viva Santana!                               | - Data: sierpień 1988 - Wydawca: Columbia Records        | 142 | –  | –  | –  | –  | –  | – | –  | –  | –  | - USA: złota płyta                    |
| The Very Best of Santana                    | - Data: 1990 - Wydawca: Arcade Records                   | –   | –  | –  | –  | 20 | –  | – | –  | –  | –  |                                       |
| The Best of Santana                         | - Data: 1991 - Wydawca: Sony Music                       | –   | –  | –  | 7  | –  | 38 | – | –  | –  | –  |                                       |
| The Definitive Collection                   | - Data: 1992 - Wydawca: Sony Music                       | –   | –  | –  | –  | –  | –  | – | –  | –  | –  |                                       |
| Dance of the Rainbow Serpent                | - Data: styczeń 1995 - Wydawca: Sony Music               | –   | –  | –  | –  | –  | –  | – | –  | –  | –  |                                       |
| Love Songs                                  | - Data: 1995 - Wydawca: Sony Music                       | –   | –  | –  | –  | –  | –  | – | –  | –  | –  |                                       |
| The Very Best of Santana                    | - Data: styczeń 1996 - Wydawca: Sony Music               | –   | –  | –  | –  | –  | –  | – | –  | –  | –  |                                       |
| Summer Dreams – The Best Ballads of Santana | - Data: 1997 - Wydawca: Sony Music                       | –   | –  | –  | –  | –  | –  | 2 | –  | –  | –  |                                       |
| The Ultimate Collection                     | - Data: 1997 - Wydawca: Sony Music                       | –   | –  | –  | 14 | 5  | –  | 9 | 13 | 48 | 12 |                                       |
| The Best of Santana                         | - Data: marzec 1998 - Wydawca: Sony Music                | 82  | –  | –  | –  | –  | –  | – | –  | –  | –  | - USA: platynowa płyta                |
| Best Instrumentals                          | - Data: 1998 - Wydawca: Sony Music                       | –   | –  | –  | –  | –  | –  | – | –  | –  | –  |                                       |
| Best Instrumentals Vol. 2                   | - Data: 28 września 1999 - Wydawca: Sony Music           | –   | –  | –  | –  | –  | –  | – | –  | –  | –  |                                       |
| The Best of Santana Vol. 2                  | - Data: 21 listopada 2000 - Wydawca: Sony Music          | –   | –  | –  | –  | –  | –  | – | –  | –  | –  |                                       |
| The Essential Santana                       | - Data: 22 października 2002 - Wydawca: Sony Music       | 125 | –  | –  | 22 | –  | –  | – | –  | 40 | –  | - USA: złota płyta                    |
| Relaxin’ With Santana                       | - Data: 2003 - Wydawca: Sony Music                       | –   | –  | –  | –  | –  | –  | – | –  | 67 | –  |                                       |
| Ceremony: Remixes & Rarities                | - Data: grudzień 2003 - Wydawca: Arista Records          | –   | –  | –  | –  | –  | –  | – | –  | –  | –  |                                       |
| Love Songs                                  | - Data: 2004 - Wydawca: Sony Music                       | –   | –  | –  | –  | –  | –  | – | –  | –  | –  |                                       |
| Ultimate Santana                            | - Data: 16 października 2007 - Wydawca: Arista Records   | 8   | 6  | 28 | 11 | 68 | 3  | 7 | –  | 13 | 16 | - USA: złota płyta - POL: złota płyta |
| Multi-Dimensional Warrior                   | - Data: 14 października 2008 - Wydawca: Columbia Records | 82  | –  | –  | –  | –  | –  | – | –  | –  | –  |                                       |
| „–” album nie był notowany.                 |                                                          |     |    |    |    |    |    |   |    |    |    |                                       |

### Albumy koncertowe
| Lotus                                             | - Data: maj 1974 - Wydawca: Columbia Records            | –   | 49 | –  | 15 | 21 |
| Sacred Fire: Live in South America                | - Data: 19 października 1993 - Wydawca: Polydor Records | 181 | –  | 23 | –  | –  |
| Santana Live at the Fillmore                      | - Data: 1 stycznia 1997 - Wydawca: Columbia Records     | –   | –  | –  | –  | –  |
| The Very Best of Santana (Live in 1968)           | - Data: 2007 - Wydawca: Mastersong Records              | –   | –  | –  | –  | –  |
| The Woodstock Experience                          | - Data: 30 czerwca 2009 - Wydawca: Legacy Recordings    | –   | –  | –  | –  | –  |
| Corazón – Live from Mexico: Live It To Believe It | - Data: 9 września 2014 - Wydawca: Legacy Recordings    | –   | –  | –  | –  | –  |
| „–” album nie był notowany.                       |                                                         |     |    |    |    |    |

### Albumy wideo
| Tytuł                                        | Dane dot. albumu                                             | Certyfikat                                       |
| -------------------------------------------- | ------------------------------------------------------------ | ------------------------------------------------ |
| Soul to Soul                                 | - Data: 1971 - Wydawca: Rhino Entertainment                  |                                                  |
| Viva Santana!                                | - Data: 1 lipca 1991 - Wydawca: Sony Music                   | - USA: złota płyta                               |
| Sacred Fire                                  | - Data: 2 listopada 1993 - Wydawca: PolyGram Records         | - USA: platynowa płyta                           |
| Lightdance                                   | - Data: 7 grudnia 1999 - Wydawca: Image Entertainment        |                                                  |
| Supernatural Live                            | - Data: 12 września 2000 - Wydawca: Arista Records           | - USA: 3x platynowa płyta - POL: złota płyta DVD |
| Influences                                   | - Data: 20 października 2000 - Wydawca: Warner Bros. Records |                                                  |
| Adventures In Rhythm From Afro-Cuban to Rock | - Data: 2 grudnia 2002 - Wydawca: Warner Bros. Records       |                                                  |
| A&E Live By Request                          | - Data: 14 listopada 2005 - Wydawca: Arista Records          | - USA: platynowa płyta                           |